# Vincent Kigosi
Vincent Kigosi (16 de maig de 1980) és un actor i cineasta tanzà. Conegut en l'ambient cinematogràfic del país africà com Ray, va iniciar la seva carrera l'any 2000 i ha figurat en produccions com Sikitiko Langu, Oprah, Johari i Danger Zone. Juntament amb l'actriu Blandina Chagula, Kigosi va fundar la productora RJ Company.